# 坎諾克蔡斯 (英國國會選區)
坎諾克蔡斯（英語：Cannock Chase），英國國會一郡選區，位於英格蘭斯塔福德郡南部，與坎諾克蔡斯區同域。
始創於1997年。2010年大選當區議員、工黨的托尼·萊特宣佈退休，議席由保守黨的艾丹·伯利以40.1%選票取得。